# Etheentetracarbonzuurdianhydride
Etheentertacarbonzuurdianhydride is een organische verbinding met de formule {\displaystyle {\ce {C6O6}}} die beschouwd kan worden als het tweevoudig anhydride van etheentetracarbonzuur, {\displaystyle {\ce {(HOOC)2C=C(COOH)2}}}. Het molecuul vormt een bicyclisch systeem en kan gezien worden als twee maleïnezuuranhydrideringen die de dubbele binding met elkaar delen. De stof is een bleekgele vloeistof die mengbaar (oplosbaar) is in dichloormethaan en chloroform.
De verbinding en zijn reacties zijn voor het eerst beschreven in 1967. Het bestaan ervan wordt dan afgeleid uit het Diels-Alderreactieproduct met antraceen. De meest recente syntheseroute verloopt via de pyrolyse van etheentetracarbonzuur
en microgolfpyrolyse van vast Meldrum's zuur. In deze laatste syntheseroute neemt men aan dat twee moleculen van het zuur een reductieve dimerisatie uitvoeren. De ringen van "Meldrum's zuur" bevinden zich aan het eind van het dimeer en openen via hydrolyse waarbij etheentetracarbonzuur ontstaat, dat onder de reactieomstandigheden meteen overgaat in het dubbele anhydride.